# بادنگان علیا
بادنگان علیا، روستایی از توابع بخش پاتاوه شهرستان دنا در استان کهگیلویه و بویراحمد ایران است.این روستا درمیان دره ای محصور از جنگل های بلوط وشالیزارهای برنج واقع شده.کاربیشترمردم روستا کشاورزی وکشت برنج است که درسال های اخیر به علت بیکاری وکم ابی مهاجرت ازروستا به شهر زیادشده.درشمال شرقی روستا دیواره ای ازجنس ساروج درقله ای موسوم به تنگ قله مربوط به زمان ساسانیان وجوددارد که خبر ازوجود دژی مستحکم در این منطقه می دهد.
طبیعت
این روستا مثل بیشتر روستاهای استان دارای طبیعتی بکروسرسبز میباشد.پوشش گیاهی منطقه عموما درختان بلوط.بنه ،زالزالک،انواع گیاهان معطر دارویی می باشد.منطقه حفاظت شده دنا با انواع حیات وحش بی نظیر خود درنزدیکی این روستا واقع شده.

## جمعیت
این روستا در دهستان پاتاوه قرار دارد و براساس سرشماری مرکز آمار ایران در سال ۱۳۸۵، جمعیت آن ۷۱۴ نفر (۱۴۱خانوار) بوده‌است.